# 秀姑巒山
秀姑巒山（しゅうころんざん ）は、台湾の南投県信義郷と花蓮県卓渓郷の境界にある標高3,829mの山。山域は玉山国家公園に属する。

## 概要
中央山脈の最高峰で、台湾百岳では6位となっており、また台湾では玉山、雪山に次いで3番目に高い。
玉山、雪山、南湖大山、北大武山と共に台湾五岳に数えられ、その中で最も難易度が高いと言われている。

## 山名
『花蓮縣志』によれば、「秀姑巒」はアミ語で「河口のある」という意味の「Ci'poran」を音写したものだとされる。元々は台湾東部一の大河である秀姑巒渓の河口にある小島「獅球嶼」を表していたという。他には「芝波蘭」、「泗波闌」、「薛波闌」、「芝舞闌」、「繡孤鸞」、「秀孤鸞」、「秀姑蘭」などの音写表現もある。
清朝時代には秀姑巒渓の名前の由来になった。
1896年の日本統治時代には、長野義虎の探検報告書でこの山を漢字で「秀枯欒山」、カタカナ表記で「マホラス山」（ブヌン語での呼び名「Mahudas」に由来）と記載した。測量で「秀姑巒山」となったが、北東側にある「烏拉孟山（ブヌン語で「Ulamun」）を間違って「マホラス山」と表記し、そのまま現在は「馬博拉斯山」という名前になった。なお、馬博拉欺山から北東へ約10km離れた山に「Ulamun」と同音の「裏門山」がある。